# 에곤 키쉬

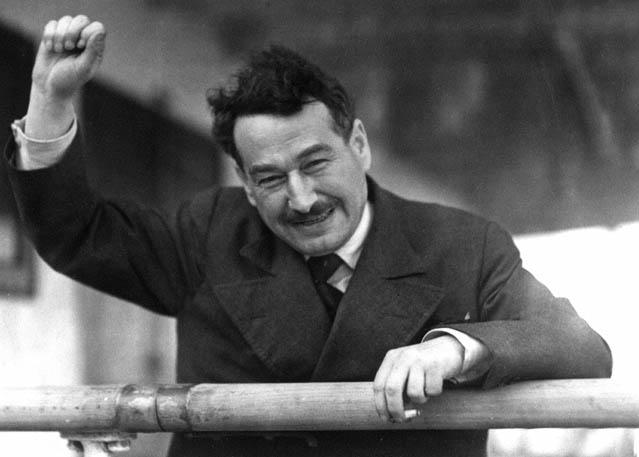
1934년 멜버른의 에곤 키쉬

에곤 에르빈 키쉬(Egon Erwin Kisch, 1885년 4월 29일 ~ 1948년 3월 31일)는 오스트리아와 체코슬로바키아의 작가이자 언론인이다. 그는 지구 곳곳을 여행하며 짧은 시간에 많은 기사를 쓰는 자신을 "달리는 리포터"(독일어: Der Rasende Reporter)로 자칭했다. 키쉬는 그의 르포르타주와 공산주의에 대한 지지 그리고 아돌프 히틀러의 나치 정권에 대한 반대로 알려져 있다.
키쉬는 1885년 프라하의 독일어를 사용했던 유복한 스파라드 유대인 집안에서 태어났다. 제1차 세계 대전에 오스트리아-헝가리 제국의 징집병으로 참전했다. 1919년 오스트리아 공산당의 당원이 되었고, 체코슬로바키아의 시민이었으나 주로 베를린에서 언론인으로 활동했다.
1933년 국가의회 의사당 화재 사건 이후 나치당에 의해 추방당했다. 추방 이후 키쉬는 호주, 스페인, 프랑스, 멕시코를 전전하며 반파시즘 연설과 언론 활동을 이어나갔다. 키쉬는 제2차 세계 대전 종전 후인 1946년 3월에 체코슬로바키아에 돌아왔고, 2년 후인 1948년 뇌졸중으로 사망했다. 프라하의 비노흐라디 공동묘지에 안장되었다. 1977년 《슈테른》의 창간인인 헨리 나넨이 그의 이름을 따 에곤 에르빈 키쉬 상(독일어: Egon-Erwin-Kisch-Price)을 제정했으며 2005년부터 슈테른 상의 르포르타주 부문에 수여되는 상의 이름으로 쓰이고 있다.